# Летисија Калдерон
Летисија Калдерон (шп. Leticia Calderón) мексичка је глумица.

## Каријера
Летисија је давно изјавила како јој је још у детињству желела да постане глумица. Са 13 година први је пут отишла на кастинг, међутим, није добила главну улогу. Након тога, у жељи да постане глумица, одлази студирати у Телевисин образовни центар и већ са четрнаест година остварила је први телевизијски деби, под називом Amalia Batista.
Након тога уследило је још неколико улога у теленовелама. Летисија је врло брзо постала млада глумица која иза себе има неколико улога и пуно искуства, тако да су је почели примећивати много важних људи. Пленила је пажњу мушкараца и жена широм света.
Настављајући глумачку каријеру, врхунац славе је доживела теленовелом Есмералда 1997. године, у улози истоимене девојке. Та улога направила ју је једном од звезда мексичких теленовела, а њена се слава проширила по целој Европи, нарочито у источноевропским земљама.

## Приватни живот
Године 1997. удала се за Марка Лопеза, али након две године су се развели. Након тога, је упознала Хуана Кољада, са ким је 2003. године стала пред олтар, и са ким има синове Лусијана и Карла.

## Филмографија

### Теленовеле
| Година     | Српски назив: | Оригинални назив: | Улога:                     |
| ---------- | ------------- | ----------------- | -------------------------- |
| 2015.      | /             |                   | Инес Мурат                 |
| 2012.      | /             |                   | Исадора                    |
| 2011.      | Тајна љубав   |                   | Алисија                    |
| 2008/2009. | /             |                   | Карлота                    |
| 2006.      | Сломљено срце |                   | Фернанда (у млађим данима) |
| 2003.      | Права љубав   |                   | Хана                       |
| 1999.      | /             |                   | дух будућег Божића         |
| 1999/2000. | /             |                   | Хулијета                   |
| 1998/1999. | /             |                   | Ленор                      |
| 1997.      | Есмералда     |                   | Есмералда                  |
| 1996.      | /             |                   | Тереза                     |
| 1995/1996. | Љубавне везе  |                   | Камео                      |
| 1994.      | /             |                   | Консуело                   |
| 1993.      | /             |                   | Сусана                     |
| 1992.      | /             |                   | Росита                     |
| 1991/1992. | /             |                   | Валерија                   |
| 1990.      | /             |                   | Ана Кристина               |
| 1988.      | /             |                   | Тереза                     |
| 1988.      | /             |                   | Тере                       |
| 1987.      | /             |                   | Меће                       |
| 1987.      | /             |                   | Марија Фернанда            |
| 1986.      | /             |                   | Алма                       |
| 1985.      | /             |                   | /                          |
| 1984.      | /             |                   | Вики                       |
| 1983.      | /             |                   | Летисија                   |
| 1983.      | /             |                   | /                          |
| 1982.      | /             |                   | Клара                      |

### ТВ серије
| Година | Српски назив: | Оригинални назив: | Улога: |
| ------ | ------------- | ----------------- | ------ |
| 2008.  | /             |                   | Соња   |
| 1998.  | /             |                   | /      |

### Позориште
- 2009. -

### Гостовање у емисијама
- 2006/2007. - Hoy - водитељка